# Tetranchyroderma sanctaecaterinae
Tetranchyroderma sanctaecaterinae is een buikharige uit de familie Thaumastodermatidae. Het dier komt uit het geslacht Tetranchyroderma. Tetranchyroderma sanctaecaterinae werd in 1992 voor het eerst wetenschappelijk beschreven door Todaro, Balsamo & Tongiorgi. 